# 君をのせて (沢田研二の曲)
「君をのせて」（きみをのせて）は、沢田研二のソロデビューシングル。1971年11月1日にポリドールK.K.（現・ユニバーサルミュージック）から発売された。英題は「My Boat For You」（マイ・ボート・フォー・ユー）。
ザ・タイガース、PYGを経て発売された沢田のソロデビュー作品である。

## 解説
作詞は岩谷時子、作曲は宮川泰である。このコンビは、遥かに下って1998年のアルバム『第六感』まで実現しない。
合歓ポピュラー・フェスティバル参加曲。
1972年9月29日に公開された、天地真理主演の松竹映画『虹をわたって』には、天地の相手役として出演した沢田がこの楽曲を歌唱するシーンがある。本人曰く「『OH! ギャル』の次に嫌いな曲」と挙げていた時期もあったが、作曲した宮川は自身の最高傑作のひとつに挙げている。また、沢田と親交のあった久世光彦（当時：TBSプロデューサー。後に独立してKANOXを設立）は「これは男同士の友情の歌だ」と絶賛している。その久世は本曲をモチーフにして『七人の刑事』（TBS）にて栗本薫に脚本を依頼し、沢田と内田裕也をゲストにして「哀しきチェイサー」（1978年11月24日放送）を制作している。
NHK衛星第2テレビジョンで放送されたテレビ番組『沢田研二の寒中御見舞～獅子奮迅ワンマンショー』（2001年2月2日放送）において、「時の過ぎゆくままに」「コバルトの季節の中で」とともに自身の好きな曲として挙げている。
1990年には「君をのせて 1990 version」として沢田の楽曲としては珍しくリメイクが施され、今井美樹が出演していたホンダ・トゥデイ（初代モデルの660cc仕様車）のCMソングに使用された。このテイクは1996年のシングル「愛まで待てない」のC/W曲として収録されている。

## 収録曲
1. 君をのせて - MY BOAT FOR YOU
作詞:岩谷時子、作曲:宮川泰、編曲:青木望
2. 恋から愛へ - PASSION TO LOVE
作詞・作曲:沢田研二、編曲:宮川泰

## 参加ミュージシャン
- ケニー・ウッド・オーケストラ

## カバー
君をのせて
- 1995年：ASKA - アルバム『NEVER END』に収録。
- 1996年：Brass Plus - アルバム『La・La・La』に収録。
- 2006年：南佳孝 with Rio Bono - アルバム『Bossa Alegre』に収録。ボサノヴァアレンジ。
- 2021年：桑田佳祐 - アルバム『ごはん味噌汁海苔お漬物卵焼き feat. 梅干し』の完全生産限定盤に付属の映像特典に収録。